# Tapacura mariarum
Tapacura mariarum är en tvåvingeart som beskrevs av Tibana och Guilherme A.M.Lopes 1985. Tapacura mariarum ingår i släktet Tapacura och familjen köttflugor. Inga underarter finns listade i Catalogue of Life.